# Małgorzata Krzywonos
Małgorzata Urszula Krzywonos – polska inżynier, dr hab. nauk rolniczych, profesor Katedry Inżynierii Bioprocesowej Wydziału Inżynierii Produkcji Uniwersytetu Ekonomicznego we Wrocławiu.

## Życiorys
W 1997 ukończyła studia ekonomiki i technologii produktów spożywczych w Akademii Ekonomicznej im. Oskara Langego we Wrocławiu, 3 lutego 2004 obroniła pracę doktorską Biodegradacja wywaru ziemniaczanego z wykorzystaniem naturalnej szczepionki bakteryjnej, 19 lutego 2013  habilitowała się na podstawie pracy zatytułowanej Monotematyczny cykl publikacji opatrzony tytułem "Sposoby zagospodarowania i dekoloryzacji wywarów gorzelniczych". 28 lutego 2020 nadano jej tytuł profesora w zakresie  nauk rolniczych. 
Objęła funkcję profesora nadzwyczajnego w Instytucie Chemii i Technologii Żywności na Wydziale Inżynierii Produkcji Uniwersytetu Ekonomicznego we Wrocławiu.
Piastuje stanowisko profesora w Katedrze Inżynierii Bioprocesowej na Wydziale Inżynierii Produkcji Uniwersytetu Ekonomicznego we Wrocławiu.
Była prodziekanem na Wydziale Inżynieryjnym i Ekonomicznym Uniwersytetu Ekonomicznego we Wrocławiu.